# Georg Burkhardt
Georg Burkhardt o Burckhardt, meglio noto come Georg Spalatin dal luogo di origine (in italiano Giorgio Spalatino; Spalt, 17 gennaio 1484 – Altenburg, 16 gennaio 1545) è stato un umanista, teologo e riformatore tedesco.

## Biografia
Nato a Spalt (donde il soprannome), vicino a Norimberga, si laureò in giurisprudenza a Erfurt ed entrò alla corte di Sassonia nel 1514: divenne cappellano e segretario dell'elettore Federico III il Saggio e fu poi collaboratore di Giovanni il Costante. 
Sacerdote dal 1508, amico di Martin Lutero, contribuì all'introduzione della Riforma e all'organizzazione della Chiesa luterana in Sassonia; partecipò poi alla stesura della Confessione di Augusta del 1530.
Trascorse gli ultimi vent'anni della sua vita ad Altenburg, dove svolse l'ufficio di pastore; morto nel 1545, ricevette sepoltura nella volta della chiesa evangelica di San Bartolomeo, nella cittadina medesima